# 변증법적 유물론
변증법적 유물론(독일어: Dialektischer Materialismus, 러시아어: диалектический материализм, 영어: dialectical materialism)은 카를 마르크스, 프리드리히 엥겔스, 블라디미르 레닌, 이오시프 스탈린의 순으로 이어진 마르크스주의 변증법 체계를 의미하며, 의식이 물질의 반영이라는 유물론과 우리가 대상을 인식(Intuition)할 때 대상의 고정적인 면을 보는 것이 아니라, 대상의 전체적인 연관과 함께 그 끊임없는 발전을 본다는 변증법이라는 두 축을 중심으로 세계를 해석하는 이론이다. 1938년에 볼셰비키당의 철학 교조로 받아들여진 이 광범위한 인식 이론은 국제 공산주의 운동 이론 형성에 강렬한 영향을 주었다.

## 유적 존재로서 인간

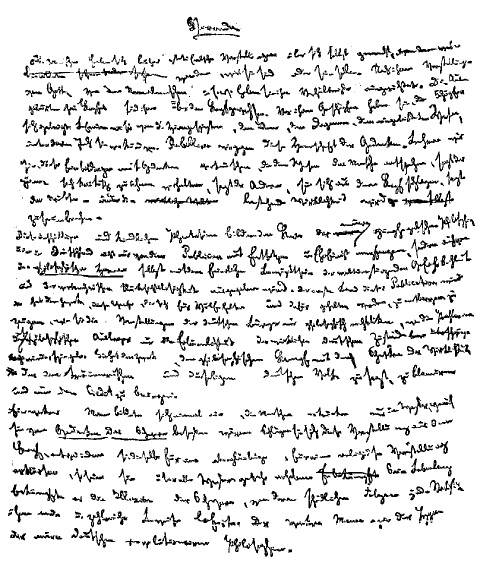
『독일 이데올로기』 친필 원고의 첫 페이지이다.

변증법적 유물론을 이해하는 데에 제일 첫 번째로 시작하는 것은 인간이 갖고 있는 ‘고도로 발달한 의식’을 어떻게 정의하느냐와 관련된다. 카를 마르크스의 저서 『독일 이데올로기』의 핵심은 기존 헤겔의 관념론적 변증법을 비판한 데에 있는데, 여기서 등장하는 핵심 개념이 ‘노동’(독일어: Arbeit)과 ‘노동력’(독일어: Arbeitskraft)이다.
기존 청년헤겔학파의 일원들은 인간의 이성을 추상성에 한정하는 것을 반대하였으며, 이성이 현실과 추상 사이를 넘나든다고 보았다. 마르크스도 역시 청년헤겔학파의 일원으로서 헤겔의 철학을 인본주의의 입장에서 계승하고자 하였다. 그러나 마르크스는 청년헤겔학파의 거두인 루트비히 포이어바흐(Ludwig Feuerbach)의 주장이 결국 인간의 이성을 추상성의 틀에 가둬놓은 것과 다름이 없다고 하였다. 루트비히 포이어바흐는 이성지(理性知)적 상태에 놓인 인간 존재라고 할 수 있는 ‘유적 존재’(독일어: Gattungswesen)에 대해 정의했을 때, 말년 헤겔의 신비주의를 비판하고 인간 이성 능력의 절대성을 옹호하였다. 그러나, 그러한 이성도 본질적인 영역은 현상과 독립적인 계(可知界)에 속하며 현상이 인간의 이성을 불러올 수 있는 핵심적인 역할을 할 수 있다고 하더라도, 어디까지나 이성은 이 독립된 계에 머문다고 보았다. 그리하여 포이어바흐의 해석에 따르면 인간의 이성은 결국 현상을 구성하는 집적체로서의 성격으로부터 탈거하게 된다. 마르크스는 “인간의 이성이 가시(可視) 차원과 가지(可知) 차원을 넘나드는, 추상성으로부터 탈피한 사회적 이성이라는 것을 증명한다. ”라는 포이어바흐의 목적이 스스로의 이론에 따라 붕괴되었음을 비판했다. 마르크스는 결과적으로 포이어바흐의 결론이 결국 헤겔식 관념론적 변증법의 오류에 다시 빠지는 길밖에 되지 않으며, 무엇보다 그의 철학이 사회를 변혁하는 의미로서의 철학으로 기능할 수 없다고 하였다. 마르크스는 포이어바흐의 유물론에 기초하여 세계를 관조할 경우, 오히려 유물론 철학이 갖고 있는 “물질 세계의 운동 법칙과 인간의 의식 사이의 관계를 규명하여 사회 변혁을 도모한다.”라는 본질적 전제를 배반하는 길로 나아갈 수밖에 없다고 하였다. 결과적으로 마르크스는 포이어바흐의 유물론을 ‘비일관적 유물론’이라 정의하였다.
마르크스는 기존 청년헤겔학파의 철학을 비판하였고, 인간이 스스로의 주체에 대해 ‘유적 존재로서 인간’을 어떻게 구성하며, 그 구성을 추동하는 요소의 성질은 어떤 것인가에 대해 『독일 이데올로기』에서 단계적으로 논하였다. 그리고 그 결과 바로 인간을 진정 이성적 존재인 유적 존재로 거듭날 수 있게 하는 것이 ‘노동’이라고 하였다. 노동은 외부 물질을 창조하려는 인간의 행위이며, 이성적 활동의 본질적 차원을 규정하는 것이다. 그리하여 인간은 노동을 통하여 진정 사물 일반의 지배로부터 자유로울 수 있으며, ‘해방된 존재’로 될 수 있다.
카를 마르크스는 『독일 이데올로기』에서 이론적 분석은 모든 사회가 공통적으로 갖고 있는 가장 본질적인 특성에 기반을 두어야 한다고 강조했다.
모든 사회가 공유하는 첫 번째 특성은 인간은 동물과는 달리 생존을 위해 물리적 환경으로부터 생계수단을 생산하며 역사를 만들어간다는 것이다. 따라서 사회 이론의 임무는 인간이 자신들의 생계수단을 어떻게 생산해내는가를 설명하는 것이 된다.
두 번째 공통된 특성은, 인간은 새로운 욕구를 창출한다는 것이다. 생산과정과 소비과정은 하나의 욕구가 충족되면 새로운 욕구가 나타나게 되는 누진적인 방식으로 상호순환하는 관계라고 말한다. 인간은 물리적 욕구로부터 자유로울 때도 생산을 한다. 생산적 노동은 물리적 욕구를 충족시키면서 인간의 독특한 창조성을 표현하는 이중적인 과정으로 묘사한다. 그러나 불행하게도 대부분의 사람들은 분업에 내재한 착취와 ‘소외’(독일어: Entfremdung) 때문에 노동 속에서 자신의 잠재력을 표출하지 못 하고 있다. 사회이론이 역사적 변화와 방향, 원천을 밝히는 것이어야 한다는 것을 의미한다.
세 번째 특성은 생산은 착취와 소외를 수반하는 분업(위계적 계층구조)에 기초한다는 사실이다. 분업은 모든 사회에서 이루어져야 하는 일이 분화되어 있다는 것을 의미한다. 이러한 분업은 그가 생산수단이라고 일컫는 토지와 자본의 사적 소유에 기초를 두고 있다고 본다. 생산수단의 사적 소유는 지배집단과 착취받고 소외된 잔여계급들로 이루어진 계층구조를 창출한다. 생산수단을 소유하지 못한 비소유자들은 자신의 노동과 자신이 생산하는 생산물을 통제하지 못 하기 때문에 착취받고 소외된다. 자본가는 소비재를 생산하는 생산라인을 조직하고 또 최종생산물을 소유한다. 인간은 노동과 같은 인간 특유의 활동에서는 노동과정은 물론 노동결과에서도 배제되어 있기 때문에 인간으로서 자신을 느끼지 못한다. 그리하여 역설적이게도 분업은 프롤레타리아가 자신을 노예화시키는 것, 즉 자본을 끊임없이 재생산하는 것을 의미한다. 따라서 사회이론은 현존 사회질서에서 혜택을 받는 자가 누구인가에 초점을 두어야 한다는 것을 의미한다.
네 번째 특성은 이념과 가치는 분업에서 나온다는 사실이다. 관념과 가치는 인간이 생계를 유지하고 욕구를 창출하고 함께 노동하려는 실천적인 노력에서 나온다. 궁극적으로 이데올로기는 대체로 현 상태를 정당화한다. 마르크스에게 이념과 가치가 분업에서 나온다는 사실은 사회이론이 지배이념의 구조적 원천과 그러한 신념이 인민에게 영향을 주는 정도에 주안점을 두어야한다는 것을 의미한다.
그러나 이러한 전제가 타당한 것으로 되기 위해서는 자연 일반의 작용으로 인해 노동을 마음껏 향유할 수 없는 시발점(始發點)을 상정해야 했다. 이러한 것의 이유는 노동이 인간 해방의 원천이지만, 동시에 마르크스가 살았던 시대에서 인간 스스로가 자연에 대해 수동적일 수밖에 없으며, 사물의 외력에 지배를 받는다는 사실을 서로 연결하려는 시도로부터 연역할 수 있다. 이 기초에 따라 한 역사의 단계를 규정하는 생산 관계와 생산력의 양식이 존재하게 되는데, 이것이 바로 사적 유물론의 발현이다. 인간은 노예제 사회에서 한정된 생산력에 따라 한정된 생산 관계를 형성하게 된다. 그에 따라 인간은 참다운 노동을 행할 수 없으며, 오로지 ‘노예노동’을 한다. 노예노동을 주도하며 노예를 소유하는 노예주들은 원시 공산제 사회에서 재산을 축적한 자들로, 신석기 말 농경 사회 형성에 일정한 역할을 했던 자들이다. 이후 형성되는 봉건 사회에서 노예제는 상대적으로 약화되고, ‘귀족의 지배에 종속된 소생산자’ 즉 농노(農奴)가 출현하게 된다. 여기서 농노는 노예 계급이 아닌 평민 계급이며, 일정한 권리가 주어지나 자신의 노동 능력은 귀족 영지에 귀속된 상태이며, 그들의 생산 행위는 ‘농업적 소생산’으로 정의할 수 있다. 이후 자본주의 사회에서 생산력 산출 행위는 ‘노동력 산출’로 대체된다. 여기서 노동력 산출의 주체는 소외를 경험하게 되며, 이 소외는 과거 사회에서 자연 일반이 인간에게 작용한 외력, 그리고 그것으로부터 유발되는 ‘자연에 대한 수동성’을 강화 및 보완하는 역할로 작용한다.

## ‘소외’의 구체적 발현
다음은 자본주의 사회에서 노동 소외가 어떻게 이루어지는지에 대한 예시이자 설명이다. 그리고 소외에 기초한 자본주의 사회가 어떠한 관계를 통해서 붕괴하는지에 대한 설명이다.

### 잉여가치
노동력 산출은 노동과 분명히 다르다. 노동력 산출은 인간이 갖고 있는 노동 능력이 착취자인 자본가에게 전유된 상태로 발현되는 것을 의미하며, 자율적 행위가 아닌 수동적 행위이다. 인간은 노동을 통하여 가치(독일어: Wert)를 생산하고, 자본가는 자본주의 사회에서 노동자가 산출하는 가치를 전유할 수 있다. 이러한 가치를 잉여가치(독일어: Mehrwert)라고 한다. 자본주의 사회의 경제를 뒷받침하는 가치란 잉여가치이며, 자본가의 이윤은 잉여가치를 얼마나 증식하느냐에 따라 결정될 수 있다.
본래 잉여가치는 정치경제학적 성격이 아닌 철학적 성격으로서 사용된 용어였으나, 마르크스가 사적 유물론의 논리를 완성하기 위해 정치경제학적 의미로 사용하기 시작하면서 마르크스주의 정치경제학의 일반적인 용어로 굳어졌다. 잉여가치는 노동자의 노동력 산출 행위에서 비롯된 가치가 자본가 계급에게 전유될 때, 그러한 전유성으로부터 자본가 계급이 이윤을 증대하기 위해 변환한 가치를 의미한다. 따라서 잉여가치는 자본가가 투하한 자본에 추가적으로 딸려져 나오는 초과분 그 자체라고도 할 수 있다. 여기서 투하된 자본의 총량은 ‘투하총자본’이며, 잉여가치를 투하총자본으로 나눈 값을 이윤이라고 한다. 자본가 계급은 투하총자본에 대비하여 잉여가치를 증식하기 위해 여러 가지 방식을 사용하며, 이러한 방식에 따라 산출된 노동력을 ‘잉여가치로의 변환을 위한 잉여노동(독일어: Mehrarbeit)’이라고 한다.
자본주의 사회에서 기업은 경쟁을 통하여 더 많은 이윤을 얻으려고 한다. 여기서 경쟁은 크게 세 가지로 나뉜다. 첫 번째는 기술발전을 통해 ‘필요 노동 시간’을 감소하여 잉여가치를 증식하는 것이다. 두 번째는 잉여노동 시간을 증대하여 잉여가치를 증식하는 것이다. 세 번째는 노동력 산출의 ‘사회적 평가’를 하락시켜서 잉여노동 시간을 증대하지 않고 잉여가치를 획득하는 방식이다. 기술발전은 예측의 영역에서 벗어나는 것이며, 자본가 계급이 통제할 수 없는 영역이다. 그러나 잉여노동 시간의 증대는 자본가 계급의 시민적 권한의 일부로, 정당하게 꾀할 수 있는 방식이다. 또한 자본가는 기술발전을 통하여 필요 노동 시간의 감소가 낮아질 경우 추가적으로 세 번째의 방식을 병행한다. 여러 경쟁 방식이 작용한 결과 노동자의 빈곤화가 범적으로 진행된다.

### 이윤율의 저하 경향

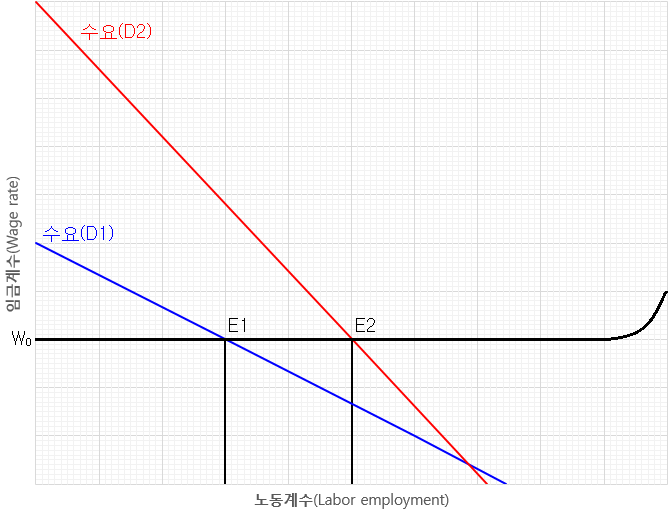
해당 식에 근거하면 다음과 같은 그래프로 이윤율 저하 경향을 설명할 수 있다. 노동계수가 높을수록 잉여가치의 전유가 높기에 붕괴 시점이 느려지나, 동시에 잉여가치 증식에 의한 수요감소폭이 높아지기에 수요량 감소 시점에서 이윤율 저하(E2 이상) 선 및 붕괴까지의 감소율이 높아진다.

자본주의 사회에서 지속적인 이윤율 증대를 꾀하기 위해서는 상품의 지속적인 소비가 보장되어야 한다. 그러나 시간이 지날수록 경쟁의 수준은 격화될 것이며, 노동자가 고유적으로 행하는 노동력 산출의 사회적 평가 수준은 지속적으로 하락할 것이다. 이러한 과정의 결과로 노동자는 궁핍한 삶을 살게 될 것이고 소비력을 잃게 된다. 이로부터 자본주의 사회는 과잉공급의 독소를 막지 못 하게 되며, 수요 능력은 지속적으로 낮아질 것이다.
자본주의하 가치 등식은 자본개, 임금재, 사치재가 서로 구분되지 않을 시 시간 변수 {\displaystyle t}당 다음과 같은 수요-공급 가치 등식이 성립한다.
{\displaystyle x_{t}=Ix_{t+1}+wBLx_{t+1}+\lambda x_{t}}
여기서 각 기호의 설명은 다음과 같다.
- {\displaystyle x_{t}}: 시간 {\displaystyle t}까지의 상품 산출 벡터값
- {\displaystyle \lambda x_{t}}: 자본주의국가 내 자본가들의 소비 벡터값
- {\displaystyle B}: 노동자의 생활필수품의 벡터값
- {\displaystyle I}: 상품들의 자본투입계수
- {\displaystyle L}: 상품들의 노동투입계수
- {\displaystyle w}: 실질임금

이때 자본주의국가 내 자본가들의 이윤 추구 행위로 인한 적정한 이윤율 상승 공식은 다음과 같다.
전년도 실질 경제성장률에 따른 상품 산출 벡터값을 {\displaystyle x_{t}=x_{0}(1+G)^{t}}로 가정할 경우, 이윤율은 {\displaystyle {\textstyle S_{0} \over C_{0}+V_{0}}=G+\lambda (1+{\textstyle S_{0} \over C_{0}+V_{0}})}을 따른다. 이때 자본 {\displaystyle k}는 {\displaystyle k={\textstyle V_{0}+S_{1} \over V_{0}}}를 따르게 되면서, 이윤율이 증가함에 따라 잉여가치인 {\displaystyle S_{t}}도 높아진다. 그러나 {\displaystyle S_{t}}는 발달 정도에 따라 임금 삭감, 노동력 산출 가치 저하 등 여러 형태로 발현되고, 그 결과 상품 소비 계층의 소비력을 억제하게 된다.
여기서 각 기호의 설명은 다음과 같다.
- {\displaystyle G}: 실질 경제성장률
- {\displaystyle C_{0}}: 불변자본(생산설비, 생산수단, 원료값)
- {\displaystyle V_{0}}: 가변자본(임금, 유동적 자본시장가격)
- {\displaystyle S_{0}}: 잉여가치

이 식에 따라 자본주의사회에서 자본가는 이윤율 팽창을 위해 끊임없이 잉여가치를 증식할 것이고, 그 결과 자본주의사회는 소비저하경향에 따라 이윤율이 저하하여 주기적인 공황을 야기하다가 붕괴한다.

## 사적 유물론
잉여가치의 생성과 이윤율의 저하 경향을 통한 자본주의의 붕괴는 사회가 그 구성요소들 사이에서 불가분의 긴밀한 유기적 총체를 이루기 때문에 개별적 요소는 다른 것과 분리하여 생각할 수 없다는 것의 방증이다. 마르크스는 사회구성체를 경제영역(하부구조)과 비경제영역(상부구조)으로 나누고 경제적 토대가 본질적인 것이고 이것이 모든 비경제적 상부구조를 결정한다고 보았다.
역사 유물론에 따르면 역사는 원시적 공산주의, 고대 노예제, 중세 봉건제, 근대 자본주의를 거쳐 궁극적으로 인간 사회가 공산주의에 이르게 된다고 주장한다. 또한 특이한 점은 다른 사관들은 주로 역사의 해석과정에서 인물, 사건 등을 중시하는 경향이 강한데 반해 역사 유물론에서는 생산 수단과 생산량이 역사의 해석 과정중 가장 중요한 것으로 본다. 생산 수단을 소유한 자와 소유하지 못한자로 계급이 발생한다고 보며 역사를 끊임없는 투쟁의 역사로 바라보는 갈등론적 관점을 가진다. 마르크스와 엥겔스는 자본주의 사회 또는 사유재산제를 생각할 때에도 그것은 인간사회에서 떼어낼 수 없는 제도가 아니라 어느 시기에 역사적으로 성립하고 변화하고 발전되어 온 것으로서 언젠가는 소멸한다고 보았다. 변증법적 유물론의 견해를 인간사회의 역사에 입각해서 고찰한 것이 ‘사적 유물론’이다. 그리고 이 이론은 실증적 연구와 상호관계를 맺으면서, 인류의 사회가 아직 계급 차별이나 빈부 차별이 없었던 원시공동체 시기로부터 빈부의 차, 사유재산제가 조금씩 생긴 고대노예제로 나아가 여기에 비로소 계급사회가 성립한 것, 또한 봉건제 사회가 생기고 이를 이어서 자본주의 사회에 이르기까지의 과정을 실증적·이론적으로 분명히 규명하려고 하였다. 그뿐 아니라 자본주의 사회를 계급적인 대립이나 차별이 없는 사회주의 사회로 전환시키는 것은 프롤레타리아트의 힘이며, 특히 조직된 프롤레타리아트 및 그 전위인 정당의 힘에 의해 새로운 사회가 출현할 것을 예언하였다. 마르크스주의는 사회의 발전을 모순의 발전으로서 과학적으로 분석하고, 자본주의 사회의 내부적 모순에 의한 붕괴와 프롤레타리아의 역사적 사명에 관한 방향을 제시했다. 공상적 사회주의와 근본적으로 다른 점은 자본주의 모순을 극복할 가능성을 프롤레타리아 자신 속에서 계급 투쟁의 필요성만으로 보았다는 데 있다.
마르크스·엥겔스에 의하면 역사의 발전을 추동하는 제1 원인은 인간의 의식이 아니라 물질적 생산양식이란 것이다. 유물사관의 중심은 인간이 생산에 참가할 때는 사회적이 되며 따라서 일정한 생산관계 속으로 들어간다는 것이다. 사회의 경제구조라고 하는 것은 생산양식을 뜻하고 생산양식은 생산력과 생산관계로 이루어진다. 여기서 생산관계란 것은 생산력의 일정한 발전단계에 대응하는 사회관계인데, 그 관계는 주로 그 사회의 주된 생산수단을 소유한 자와 소유하지 못한 자 사이의 계급관계로 표현된다. 자본주의적 생산양식을 이루는 생산력은 기계공업이고 생산관계는 자본가와 노동자의 관계로 볼 수 있다. 인간은 유적 존재이기 때문에 생산력은 끊임없이 발전한다. 발전된 생산력과 기존의 생산관계 사이에 갈등과 모순이 생기게 되고, 기존의 생산관계가 생산력 발전을 저해하는 상황이 될 때 새로운 생산관계에 돌입하고 사회변혁의 전기가 도래한다. 이러한 생산관계가 변하면 전 사회구성체로 변화한다는 점에서 생산력과 생산관계는 토대이며 그 위에 법률적·정치적 상부구조가 생긴다는 것이다. 유물사관의 토대결정론은 경제사회(토대)와 국가(이데올로기)의 구분법 성립이 가능한, 자유방임적 자본주의 사회를 모체로 해서 구성한 이론이다. 마르크스·엥겔스는 생산관계의 변화에 따라 원시 공산제 사회, 고대 노예제 사회, 중세 봉건제 사회, 근대 자본주의 사회, 다시 사회주의사회, 공산주의사회의 차례로 발전한다고 주장하며, 노예제에서 자본제까지는 생산수단의 사적 소유가 인정되고 따라서 계급대립이 존재한다는 점에서 인류의 역사는 계급투쟁의 역사라고 규정했다.

## 사회 발전의 합법칙성과 합목적성
사회 변혁의 두 계기는 합법칙적 차원과 합목적적 차원이다. 사회변혁의 합법칙적 차원은 경제적 생산조건의 구체적 변화를 지칭하는 것이다. 생산력과 생산관계 간의 모순이 한계상황에 이르게 된 변혁의 객관적 조건을 뜻한다. 그러나 합법칙적 조건이 무르익었다고 해서 사회변혁이 저절로 일어나는 것이 아니라 합목적적인 의식이 있어야한다. 이러한 의식은 물질적 삶의 모순으로부터 설명되어야 한다는 것이다. 이데올로기적 영역에서는 우리가 갈등의 본질을 직시하여 이를 의식 투쟁으로 극복하여야 한다는 것이다. 역사발전도 합법칙적 차원과 합목적적 차원의 변증법적 상호작용에 의하여 이루어진다는 것이다. 생산양식의 변화와 함께 이데올로기적 상부구조의 전면적 변화가 수반되기 때문에 의식이 존재를 결정하는 것이 아니라 사회적 존재가 인간의 의식을 결정한다는 것이다.
1. 사회는 정치, 경제, 종교, 법률, 교육, 언론, 문화제도들의 구성요소들이 긴밀하게 상호관련된 유기적 총체다.
2. 물질적 재화를 생산하는 경제영역이 사회의 실질적 토대이며, 다른 영역은 경제적 토대에 의하여 결정된다.
3. 사회변동의 원동력은 경제적 토대의 모순, 즉 생산력과 생산 관계간의 갈등에 있다.
4. 사회에 여러 가지 모순과 갈등이 있으나 경제적 토대의 모순이 기본 모순이며 기본 모순에 입각하여 다양한 모순을 통일적으로 파악해야 한다.

## 변증법적 유물론

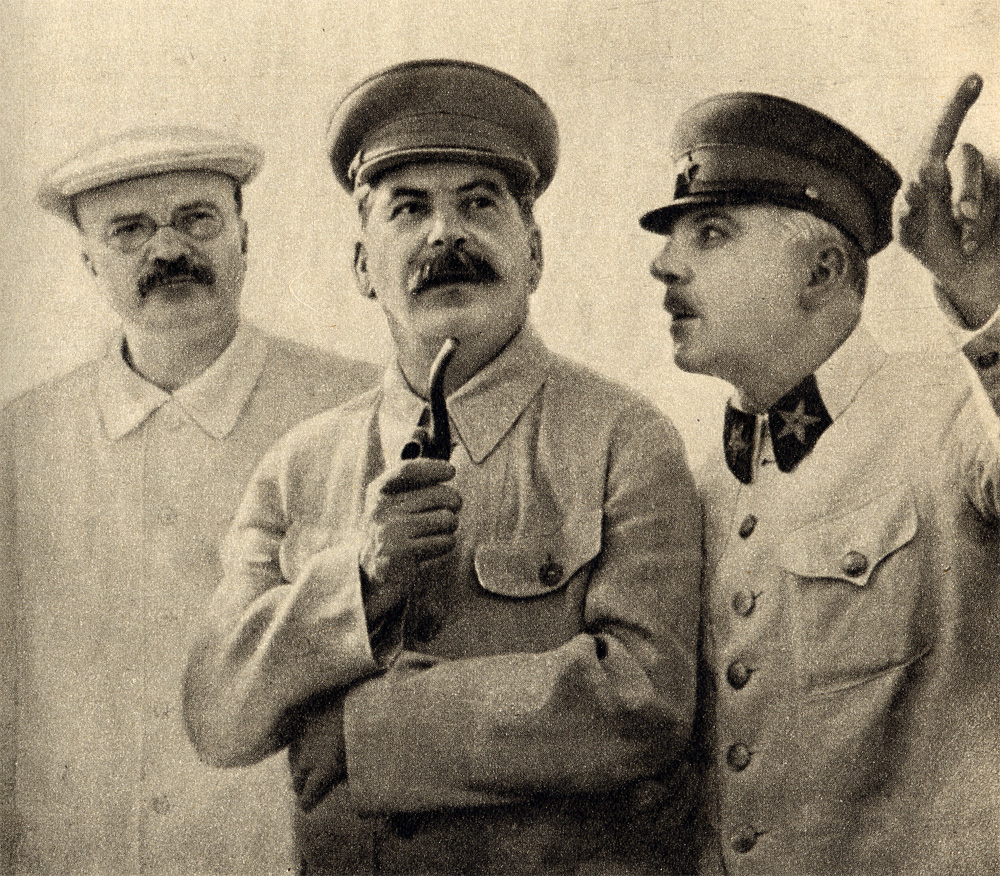
1937년 당시 몰로토프, 스탈린, 보로실로프(왼쪽순)의 사진이다. 스탈린은 카를 마르크스·프리드리히 엥겔스·블라디미르 레닌의 인식론을 종합하여 DIAMAT 교조를 확립했다.

블라디미르 레닌 사후 이오시프 스탈린은 마르크스주의 변증법과 유물론을 국정 철학으로 교조화하기 위해 여러 가지 유물론 서적을 저작했는데, 대표적으로 『볼셰비키당사』 제4장인 『변증법적 유물론』이 있다. 스탈린 사후인 1958년에 저작된 『마르크스주의 철학의 기초』와 1960년에 핀란드 출신 소련 공산당 중앙위원회 서기인 오토 빌겔모비치 쿠시넨(러시아어: Отто Вильгельмович Куусинен)이 저술 및 출판한 『마르크스-레닌주의의 기초』는 스탈린의 변증법적 유물론 사상을 체계화 하여 정리한 서적에 해당된다.
칼 마르크스의 동료였던 프리드리히 엥겔스는 변증법에서 3대 핵심 법칙으로 대립물의 통일과 투쟁ㆍ양질전화ㆍ부정의 부정을 내세웠다. 스탈린은 이 입장을 계승하였는데, 1938년 초판에서 '부정의 부정의 법칙'란 용어는 등장하지 않았기에 몇 가지 논란이 존재한다. 하지만, 스탈린은 부정의 부정에 관련된 변증법 논의에 큰 이견을 가지고 있지 않은 것으로 보인다.
스탈린 사후인 1950년대 중반 이후에 출판된 변증법적 유물론 교재는 다시 이 법칙이 추가되었다.

### 개론
이오시프 스탈린은 『변증법적 유물론』에서 마르크스주의 변증법의 일반론을 네 가지로 정리하였고, 이전의 형이상학적 변증법과 철저히 구분하였다. 그 내용은 다음과 같다.
1. 자연은 물질 구성의 통일된 전체이며, 개물 상태로서의 자연도 또한 물질 구성의 통일된 전체의 산물이자 그 자체이다.[9]
2. 자연은 끊임없이 운동하는 상태이다.[10]
3. 자연 개물에서 의식으로의 발전은 양질전화로서 나타난다.[11]
4. 자연 상태에 존재하는 각 대립물은 투쟁을 제반발전법칙으로 갖고 있으며, 그것의 발전은 종래의 구조에 대한 질적 변화를 동반하는 것이기에 혁명적이다.[12]

이어서 스탈린은 마르크스주의 변증법의 주요 함의이자 이것의 성격을 규정할 수 있는 다섯 가지 내용을 다음과 같이 정하였다.
1. 제현상의 보편적 관련과 상호의존성
2. 자연과 사회에서의 운동·변화·발전 (대체로 강조되지 않음)
3. 양적 변화에서 질적 변화로의 이행으로서 발전
4. 대립물의 투쟁으로서의 발전
5. 변증의 일반적 도식으로서 부정의 부정 법칙 (스탈린 사후에 추가)

동시에 마르크스주의 변증법이 관념론 철학과 비교될 수 있는 이유를 세 가지로 정리하였다.
1. 세계는 객관 실재의 총체로서 물질이다.[13]
2. 존재(Бытие)는 모든 객관 실재의 가리키며, 물질의 자기 운동과 다르지 않다. 의식은 물질의 반영이며, 의식은 변증 투쟁을 통하여 변화·발전하고 객관 실재의 모순 정도를 통일적으로 해석할 수 있다.[14]
3. 자연 법칙에 관한 지식은 사회·역사 발전 법칙, 객관적 인식론(물리학·심리학 등), 분석적 생물학에 따라 규정할 수 있으며, 이것들은 과학을 규준한다. 따라서, 변증법의 논리 위에 세워진 사회주의는 과학이다.[15]

이러한 철학은 경제적 생산력에 따라 진행되는 사회 발전 경로는 나선적 발전성의 형태를 갖고 있으며, 문명화 된 인간과, 그렇게 되지 못 한 인간을 공산주의 철학 일반론에 따라 구분할 수 있게 하기 위해 만들어졌다. 이러한 관점은 인지심리학 이론가인 레프 비고츠키(Лев Выготский, 1896 - 1934) 등이 나올 수 있는, 인지과학이 발달할 수 있는 토양을 만들었지만, 70년대부터 거듭된 현대 물리학의 발전으로 인해 DIAMAT 원리에 대한 새로운 해석이 등장하게 되었다. 이는 생산 관계와 생산력 간의 모순으로 인해 끝없이 변화 발전하는 기존 카를 마르크스의 유물론을 넘어서 모든 자연물의 대립과 투쟁을 통한 변화-발전을 교조화했던 소련의 정통 변증법적 유물론 진영에게 이론적 수정의 경향성을 불러왔다.

### 물질
변증법적 유물론에서 물질은 기본적으로 불멸성을 가지며, 유(有)의 존재 양식 일반이다. 따라서, 변증법적 유물론에서 정의하는 물질 개념은 과학에서 다루는 물질 개념을 포함하면서도, 철학적인 성격을 갖는 것이다.
레닌은 『철학 노트』에서 형식논리학을 비판하였다. 그는 데모크리토스의 원자론과 같은, 쪼개지지 않는 미세한 고체라는 물질 관점이 형식논리학이 갖는 물질 관점의 한계라고 비판하였고, 근대 이후 과학의 성과를 옹호하는 한편, 물질이 각 대립물 사이에서 진행되는 투쟁의 가장 본질적인 측면을 현상하는 것이라고 봤다.
물질은 대립물의 투쟁, 상호 통일의 과정 자체이며, 끊임없이 자기 운동하는 실체이자 존재 본질이고, 의식을 파생하며, 각 모순의 진행 수준을 매개하는 가장 기본적인 존재라고 하였다.
스탈린은 『변증법적 유물론』에서 물질에 대한 마르크스와 레닌의 정의를 접수하고 이것은 유(有)의 존재 양식이라고 정의하였다. 즉, 물질은 만물의 제일 근원이며, ‘있음’ 그 자체로서 보편적인 존재 양식이 물질이라는 것이다. 이는 물질 상위에서 물질을 창조하는 그 어떠한 존재가 존재할 수 없음을 주장한 것이며, 만유(萬有)가 물질 스스로의 존재 양식이면서 동시에 파생물이라는 것을 규정한다.
유(有)의 존재 양식은 그것이 본래적으로 작용한다는 점에서 동적 성격을 갖고 있으면서도, 존재 그 자체를 규정한다는 성격에서 정적 성격을 갖고 있다. 동적 성격에서 유의 존재 양식은 과학에서 인식하는 물질의 성격으로 작용한다. 근원 물질과 그 물질로부터 생겨난 여러 입자는 상호 작용을 통해 다양한 입자를 만들어낸다. 근원 물질은 만유를 파생하는 동시에, 그것의 성질 일반을 규정하는 최상위의 원리이다.

### 운동
스탈린은 자연상태의 모든 물질이 '대립물의 투쟁' 상태에 있다고 분석하였고, 이것을 운동(Движением, 運動)의 일반성이라고 하였다. 이처럼 만물은 운동 상태에 있는데, 가시적으로는 멈춰있는 것으로 보이는 이유는, 인간이 대립물을 실제적으로 관찰할 때는 그들 투쟁 상태에서 규정되는 한 단계의 양태만 확인할 수 있기 때문이라고 봤다. 이 양태는 시간성에 따라 다른 모습을 보일 수 있으며, 이 변화는 폭발적이고 혁명적이나 가시적·감각적으로 관찰하면 여전히 멈춰있는 형태로 보일 뿐이라고 하였다. 이 입장은 다음과 같이 정리할 수 있다.
운동은 각 대립물의 상호 투쟁을 의미하며, 모순 그 자체를 의미한다. 운동의 존재는 모순 진행을 의미한다. 다시 말하여, 운동은 각 대립물의 상호 연관을 칭하는 것인데, 이는 의식 행위인 변증 투쟁을 포괄하고 있다. 이는 “사변적 사유는 오직 사유가 모순을 자기 내에 굳건히 붙잡고 있다는 사실에 그 본질이 있다.”라고 한 헤겔의 입장을 계승한 것인데, 마르크스주의에서 사변적 사유는 계급 의식으로 여겨지고, 계급 의식은 모순을 이해·파악하면서, 모순이 갖는 투쟁의 성격을 그대로 존속하기 때문이다.
사물 현상들이 상호 의존하고 제약한다는 것은 그것들이 운동 속에 있다는 것을 의미한다. 사물 현상은 요소와 구조에 의해 규정되는 속성에 맞게 운동하며 다른 사물 현상들과 관계를 맺는다. 그러므로 사물현상들을 연관과 운동의 견지에서 고찰하여야 그 본질과 속성, 운동법칙을 정확히 파악하고 그것을 성과적으로 개조하기 위한 과학적 방도를 찾을 수 있다.
물질의 존재형식으로 '운동 상태'를 들고, 다양한 입자를 거론한다. 당시 양자역학이 발달한 상태는 아니었으나, 스탈린은 영국의 과학자인 어니스트 러더퍼드(Ernest Rutherford)의 물리학 연구 성과를 거론하면서, 원자도 또한 투쟁 상태인 다수의 입자 상태로 나눌 수 있으며, 그 나눠진 입자도 또한 투쟁 상태인 다수의 다른 입자로 나눌 수 있다고 보았다. 그에 따르면, 전자, 양성자 등도 운동의 한 존재형식인 것이다.

### 의식
의식(Сознание, 意識)은 물질의 반영으로, 물질이 없으면 의식은 성립할 수 없다. 이러한 이유로 인해 의식은 독자적으로 탄생될 수 없다. 그러나, 의식이 창조된다면 의식은 필시 모순을 갖고 있기에 변증법적 과정을 도출시키는 원인자로 작용하고, 이러한 점에서 의식은 인간이 행하는 변증 투쟁의 주요 재료로 된다. 지금까지 이어진 역사 발전과 과학 발전, 그리고 제도화 등도 모두 인간의 의식 활동에서 비롯된 것들이라고 할 수 있다.
『변증법적 유물론』 제4장에서는 사유에 따른 투쟁 행위를 의식 활동으로 규정하며, 물질 반영을 통한 사유의 창조는 물질에서 의식으로 나아가는 일반적 경로라고 규정하였다. 예를 들어, 인간이 '사과'라는 과일을 관찰하고 그것의 맛, 색, 식물학적 특성 등을 고려해야겠다는 의식으로의 발전이 진행된다면 이것을 위의 발전형식의 한 예라고 규정할 수 있다. 이러한 고도의 활동은 높은 지능을 가진 인간에게서 특출나게 발생하고 있다. 그러나, 여기서 주의해야 할 것은, 의식으로 인정할 수 없는 조건적 반응이 존재한다는 것이다. 이오시프 스탈린은 이것을 두 가지로 요약하였다.
1. 인간이 가진 물질적 특성과 외부에 존재하는 물질적 특성에 따른 기계적인 반응. (수용성에 따른 반응성)
2. 사물 인지에 따른 기계적 반응인 가시적 인지에 따른 모든 후속 행위.[19] (감수성)

즉, 인간이 생물학적 원리에 따라 특수한 물질에 따른 기계적인 반응을 보인다면 그것은 의식 행위가 아닌, 대립물의 운동 ― 물질 자체의 기계적 운동이라고 할 수 있으며, 이것도 역시 변증 과정에 포함이 되는 요소이나, 의식은 아니다. ―으로 규정해야 할 것이다. 예를 들어 인간이 뜨거운 것에 닿아서 자연스럽게 그것으로부터 멀리 피하게 된다면 이것은 의식 행위라고 할 수 없다. 또한 가시적 영역에서 보여지는 것에 대한 후속 행위도 또한 의식 활동이라고 규정하기 어렵다. 그러나, 이오시프 스탈린은 전자와 같은 의식과 후자와 같은 감수성도 또한 물질로부터 파생된 것이며, 둘 다 물질성을 내재한 것이기에 본질적으로 둘은 하나라고 규정했다. 그리고 인간을 둘러싼 모든 환경에는 물질이 필수적으로 존재한다는 점에서 인간은 고차적 의식 행위를 하는 '이성적 인간'으로 나아갈 가능성을 갖고 있다고 보았다.
스탈린은 변증법적 내용을 갖고 있는 인간의 의식과 그로 인한 모든 의식적 활동이 외부로 작용할 때, 그 의식을 그대로 대상에게 이전되지는 않는다고 보았으며, 의식이 ‘이성의 논리가 작용하는 공간’에서 벗어나는 즉시 그것은 현상 세계의 물적 자극으로 화한다고 보았다. 따라서, 대상은 사유 주체가 가진 변증법적 모순성을 곧바로 이을 수 없으며, 사유 주체의 실천은 대상에게 일종의 ‘복잡성이 증대된 물적 자극’인 것이다. 이러한 물적 자극을 파생시킨 사유 주체가 가진 변증법적 내용을 대상이 인식하기 위해서는 오로지 집단적인 실천과 투쟁이 선행되어야 함을 강조하였다. 한편으로, 스탈린은 의식이 순수한 형태로 대상에게 이전될 수 있다는 류의 모든 믿음은 관념론적 허상이며 비과학에 지나지 않다고 하였다.
의식에 대한 이러한 규정은 레닌의 『철학 노트』와 밀접한 연관을 갖는다. 그는 착취사회의 철학을 연구했고 그 철학들이 갖는 '의식에 대한 규정성'을 밝혔다. 예를 들어, 고대 철학자인 피타고라스(Pythagoras)와 플라톤(Platon)은 인간이 갖는 의식과 세계 사이가 갖는 형이상학적 연결성을 기하학적으로 고려했다는 점에서 획기적이라고 할 수 있으나, 자기의식을 부정하고 오로지 대상의식만이 존재한다고 봤다는 점에서 한계를 갖고 있으며, 부르주아 철학자인 요한 고틀리프 피히테(Johann Gottlieb Fichte, 1762 - 1814)와 프리드리히 빌헬름 요제프 셸링(Friedrich Wilhelm Joseph Schelling, 1775 - 1854)은 오직 그것의 합법칙성을 자기의식 속에서만 찾았다는 점에서 한계를 갖는다. 그럼에도 불구하고 이 양 철학은 인간 의식과 세계운동의 합법칙성을 고려하려는 시도인 점에서 발전의 한 단면이라고 할 수 있다고 하였으며, 그 주장을 세분화하면 다음과 같이 나타낼 수 있다.
- 이오니아 학파(Ionian School)는 자연물의 기계적 속성을 인식하고 이 기초 위에서 물질의 운동성을 규명하려고 한 학파이다. 자연물이 갖는 객관적 속성을 연구했다는 점에서 의의가 있으나, 물질과 의식 사이의 합법칙성 규명은 진행하지 못 했다는 점이 한계이다.[23]
- 피타고라스 학파(Pythagoreans)의 코스모스(Cosmos)는 대상의식과 세계 운동의 연결성을 규명하려는 최초의 시도이다. 그들은 '질적 전화로서의 의식'에 대해 알지 못 하였으나, 우주가 갖는 자연적 질서로부터 파생되는 '질적 전화로서의 의식'을 대상의식으로 파악한 것으로 보이며, 이러한 대상의식이 자연적 질서 자체이자, 파생 질서를 규정하는 핵심 요소라고 하였다. 그러나, 이들은 그것이 스스로의 육체와 저차원의 물질이 대상의식과 불가분의 전일성을 갖는다는 것을 인식하지 못 했으며[24], 이들이 말하는 의식은 정적이며 비변증법(非辨證法)적 관념이라는 점에서 한계를 지니고 있다. 이는 엘레아 학파(Eleatics)도 또한 비슷하게 갖고 있는 특징이다.[25]
- 헤라클레이토스(Herakleitos)는 유전(Panta rhei, 流轉)의 논리를 통하여 로고스(Logos)가 형상을 취할 때 갖는 변증법적 속성을 밝혔으며, '모순에 따라 운동하는 세계'라는 개념을 최초로 제시하였다. 그러나, 저차원에서 고차원으로 나아가는 것, 즉, '질적 전화로서의 의식'은 밝히지 못 하였다.[26]
- 소크라테스(Sokrates)는 영혼(Daimon), 플라톤은 이데아(Idea) 개념을 통하여 현상과 본질을 구분하였다. 이들은 객관적 인식(Ethos)을 통하여 가지식(Doxa, 假知識) 뒤에 숨겨져 있는 정적인 본질을 관통해야 한다는 이원론적 철학을 전개하였다. 플라톤에 따르면, 영혼은 이데아의 조각을 구성하는 동질적인 차원이며, 그저 다른 위치를 점유할 뿐이라는 점에서 둘은 본질적으로 같다. 이들은 저차원에서 고차원으로 나아간다는 의미에서는 '구체성이 결여된 형태의 변증법 도식'을 사유했으나, 여전히 물질과 의식 그리고 자기의식과 대상의식이 불가분의 전일성을 갖고 있다는 점을 인식하지 못 하였다.[27]
- 아리스토텔레스(Aristoteles)는 본질(Idea)을 구성하는 두 가지 요소로 질료(Hyle)와 형상(Eidos)을 들었고, 이러한 점에서 본질은 그것 자체를 매개하는 사물존재와의 연관성을 배제할 수 없다고 하였다. 또한 사물존재가 가는 가능태(Dynamis)를 부여하고, 그것이 현실성에 의해 발전된 모습을 현실태(Entelecheia)라고 하여, 이상과 현실 사이의 '구체적 변증법 도식'에 대한 최초의 사유를 내비쳤다. 그러나, 그는 여전히 물질에서 의식으로의 질적 전화를 인정하지 않았으며, 의식을 독자적인 것으로 간주하였고 사물존재의 가능태를 정적인 것으로 간주하였다. 그리고 이것을 조율하는 미지의 초월적 존재를 상정했다는 점에서 한계가 있다.[28]
- 에피쿠로스 학파(Epicureans)는 데모크리토스의 고대유물론을 취하여 최초로 '질적 전화로서의 의식'을 자기의식의 형태로 내보였다. 이후 등장한 스토아 학파(Stoics)는 자기의식과 대상의식 사이의 연결성을 상정하였고 그 결과 물질과 의식, 자기의식과 대상의식 사이의 전일성을 갖춘 철학의 모습을 보여줬다. 이후 플로티노스(Plotinos)는 이를 비판적으로 종합하였는데, 이를 신플라톤주의(Neoplatonism)라고 한다. 이 철학은 후대에 등장할 급진적 부르주아 철학의 시원적 역할을 하였다.[29]
- 로마 가톨릭이라는 종교성이 지배했던 봉건주의사회에서 철학은 오직 종교의 논리를 정당화하기 위해 이용되었다. 이러한 점에서 독자적 철학 발전은 정체되었으나, 부르주아가 성장하자 다시 독립된 의미로서의 철학이 전면에 등장하게 되었다. 이후 종교성에 의해 가리워진 철학에서 종교성을 제거하는 작업이 '독자적인 의미로서의 철학' 발전의 일반적 양식으로 되었다. 그것은 우주론, 유물론, 의식성, 양질전화, 변증법 등의 여러 논리가 개발된 것으로 설명할 수 있다.[30]

그는 헤겔의 『대논리학』(Wissenschaft der Logik)에 이르러서야 비로소 자기의식과 대상의식 사이의 연결성 문제를 해결할 수 있는 단초가 열렸다고 서술했으며, 이후 고도의 의식 활동인 노동과 인간해방이라는 두 주제를 밀접하게 연결하여 인간이 나아가야 할 길을 밝힌 최초의 철학자가 카를 마르크스라고 하였다.
스탈린은 헤겔이 정의한 사유의 성격을 ‘이성적 인식’으로 대체하였다. 가령, 대립물의 투쟁으로서 현상하는 물질, 그 물질이 내포하고 있는 모순 정도를 포함하는 의식은 그 자체로서 변증 없이 한계가 존재하면서도, 이성적 의식은 사유 일반이 갖는 〈대립물의 통일〉을 추구한다. 대립물의 통일을 추구하는 이성적 인식(사유)의 성격은 다시 각 의식의 모순성을 파악하는 능동적인 역할을 할 수 있게 하고, 모순의 발전적 전환으로 나아갈 수 있게 한다.
스탈린은 이성적 의식은 계급 의식이라고 하였다. 계급 의식은 제반 경제 활동의 가장 첨예한 모순을 인식함으로써 달성할 수 있다.

### 시공간성
시공간성을 오성 범주에 의한 주관에 내맡긴 칸트나, 시공간성이 물질의 운동과 무관하게 미리 주어져 있다고 보는 뉴턴적 기계론과 달리 스탈린은 물질 운동 자체가 시공간성이라고 하였다. 예를 들어, 시간은 절대적으로 주어져 있어서, 운동과 무관하게 흐르는 게 아니라, 물질의 운동의 연속적인 필연의 결과와 이어지며, 공간은 그러한 물질 운동이 존재하는 모든 곳에 전제되는 것이라 할 수 있다. 이는 관념론 세계관의 시공간성과 다르다고 볼 수 있는데, 특히 주관적 관념론자들은 시공간이 오성 범주나 본유에 의해 미리 주어져 있다고 보기 때문이다.

### 모순성
프리드리히 엥겔스는 양적 변화의 질적 변화라는 '양질전화', 그리고 발전의 방향성에 대한 문제인 '부정의 부정의 법칙'에 대해 언급했고, 모순성(Противоречие, 矛盾性) 부분은 '대립물의 통일과 투쟁의 법칙'이라는 주제로 다루었다. 여기서 언급되는 '대립물의 통일'은 원래부터 모순을 줄이는 과정으로서의 통일이라고 할 수 있다. 이오시프 스탈린에 따르면, 모순성은 모든 의식 활동으로부터 인식되는 것이다. 다시 말하여, 의식은 모순성을 갖고 있으나, 동시에 그 모순성을 인식하고 변화·발전으로 향하는 적극성을 존재할 수 있게 해주는 사유 자체이다. 스탈린은 의식의 모순성과 그 모순을 발전으로 나아가게 하는 과정을 다음과 같이 간략화하였다.
1. 물질은 각 상호 모순을 체화하는 대립물의 총체이며, 이를 물질이라고 한다.
2. 의식은, 그 의식을 파생시킨 대립물의 총체로서 물질이 갖는 모순을 포함한다.
3. 모순성이 존재하는 의식은 그 자체로 자유의 요건을 충족할 수 없으나, 이 의식에 대한 경험적 실천과 내재적인 성찰 과정인 변증 행위는 자유의지적이다.[33]
4. 모순성이 변하면 양태도 변화하며, 변증법적 투쟁 상태에 있는 모든 의식은 그것이 변증법의 층위에서 머무는 한 '존재'(Бытие)라고 볼 수 있다.
5. 모순성을 인식한 의식은 자유의지적이며, 모순성을 인식하지 못 한 인식은 기계·감각 인지[34]이며, 이는 결정론적이다.
6. 물질의 기계적 운동으로 대표되는 모순은 '비적대적 모순'(Неантагонистический противоречие)미며, 노동과 그 노동 이하의 산출 행위[35]에 연계된 생산력, 그리고 생산관계 사이의 의식 모순은 '적대적 모순'(Антагонистические противоречие)이라고 한다. 전자는 비폭력적으로 해결할 수 있는 모순이나, 후자는 폭력, 그리고 이에 따르는 구체적인 행동을 수반해야만 해결할 수 있는 모순이다.
7. 투쟁 당면에서 발전의 본질을 담당하는 모순은 '주요 모순'(Основное противоречие)이며, 이 주요 모순으로부터 파생된 모순은 '파생 모순'(Полученное противоречие) 또는 '부차 모순'(Вторичное противоречие)이다.

(2)를 통하여 인간은 비로소 무언가에 대해 사유(변증)할 때라야 자유로워질 수 있다는 것을 알 수 있다. 반면, 기계적인 인지는 자유가 아닌, 사물의 반영성에 수동화되는 것에 불과하다. (2)에서 (3)으로 나아가는 과정에서 '의식 행위 안에서의 자유의지'에 대한 부분은 카를 마르크스의 논문인 『데모크리토스와 에피쿠로스의 자연철학의 차이』에서 단적으로 확인할 수 있다. 이에 대한 내용은 '양질전화' 목록에서 상세히 논한다.
스탈린은 유인원이 생물학적 진화를 통하여 거듭 현생인류로 발전하였을 때 추상성에 대한 접근도도 또한 높아졌고, 그 결과로 자연만물에 대한 의식 행위를 해나가면서 스스로 모순을 체험하고 체화하는 동시에 그 모순을 해결하려는 투쟁 행위를 이어나갔다고 봤다. 그리고 그것의 역사적 일반법칙으로 '양태'로서 나타난 것이 경제사적 층위에 있고, 그것이 바로 마르크스-레닌주의 단계론에서 말하는 발전 양상의 흐름이라고 하였다.
물론 『변증법적 유물론』 제5장의 변증법에 관한 내용을 해석했을 때, 모순성에 따른 양태의 변화 양상은 단순히 경제사적(역사적) 층위에서만 이루어지는 것이 아니다. 당시의 과학 발전도 이러한 모순성의 인식에 따른 발전의 연장선이라고 하였으며, 인간이 겪는 모든 문제와 그것의 해결 방식에도 또한 모순성 인식에 기초한 모순의 발전적 전환에 있다고 봤다.
(7)을 통하여 혁명의 성공과 실패를 가늠할 수 있다. 가령, 주요 모순을 부차 모순으로, 부차 모순을 주요 모순으로 하여 혁명역량자원을 편성한다면 혁명에 실패를 가져올 것이다.

### 양질전화
『변증법적 유물론』 제6장에서 이오시프 스탈린은 어떻게 기계적 물질일 뿐인 인간이 추상적 사유로의 진화가 가능했냐에 대해 양질전화(Закон перехода количественных изменений в качественные, 量質轉化)의 논리로 설명한다. 스탈린은 모든 분자 구조는 물질이고 따라서 분자의 집적체인 인간도 또한 물질이라고 하였으며, 그 증거로 생물학 분야에서 진화론의 발달을 제시했다. 그리하여 스탈린을 이를 요약하며 “의식은 물질 발전의 한 산물이다.”라고 하였다.
스탈린은 모든 이질적인 물질의 혼재는 근원물질의 나열이며, 그것에 '질적인 변화'를 부여한다면 그것은 '양적인 변화'와 같다고 하였는데, 이것이 바로 카를 마르크스가 『데모크리토스와 에피쿠로스의 자연철학의 차이』라는 논문에서 논한 것이다. 그리스의 철학자인 데모크리토스(Demokritos)는 모든 사물은 원자(atom)라는 쪼개지지 않는 성질의 단순 나열이라고 한 동시에 그것의 질적으로의 전환을 인정하지 않았다. 반면, 후대에 등장한 철학자 에피쿠로스(Epikouros)는 데모크리토스의 전제를 인정하면서도 동시에 그러한 나열 속에서의 질적 전환을 통한 자유의지(ataraxia)의 발현의 가능성을 논했다. 물론 후자의 개념은 '인간의 쾌락'이라는 층위에서만 자유의지를 다뤘기에 한계가 있었으나 이러한 류의 철학은 '자기의식의 철학'이라는 최초의 형태를 가져왔으며, 스토아 학파라는 통일적인 유물주의 사고로 나아가는 데에 가교 역할을 했다고 평가했다. 이에 따르면, 인간이 갖는 의식적 활동은 물질에 내재된 본질적 속성이며, 그것은 근원물질의 양적 배열로 인한 필연적 결과이다. 그리고 인간의 의식 행위가 갖는 시초적 운동성은 물질의 일반성의 발현에서 추동되었다고 할 수 있다.
동시에 스탈린은 이러한 '인식 활동에서의 자유의지성'은 오직 본질적인 대립물의 투쟁에서 도출된 양질전화로부터만 나올 수 있으며, 인간은 고차적인 물질이라는 점에서 이러한 본질적인 대립물의 투쟁으로 인해 나타나는 속성을 포함하는 존재라고 규정하였다. 이에 따르면, 인간은 오히려 무한한 가능성을 갖는 물질의 산물이기에 동시에 자유를 가질 수 있는 존재이며, 해방의 가능성이 열린 존재라는 것이다. 이에 추가하여 스탈린은 '잘못된 진리'를 설파하는 종교, 그리고 사유 측면을 고려하지 않은 상태에서 '가시적인 자유'를 주장하는 류의 자유주의, 아나키즘 철학은 오히려 인간에게 예속을 가져오는 것이라고 하였다.

### 부정의 부정의 법칙
'부정의 부정의 법칙'(독일어: Das Gesetz der Negation der Negation, 러시아어: Закон отрицания отрицания)이라는 말은 프리드리히 헤겔의 '삼단법'으로부터 생겨난 용어이며, 이후 프리드리히 엥겔스가 자신의 저서 『반뒤링론』에서 유물론의 변증법 문제에서 '부정의 부정의 법칙'을 재정립하였다. 이오시프 스탈린은 『변증법적 유물론』에서 '부정의 부정의 법칙'을 명시하지 않았지만, '각 분야에서 제반물질이 갖고 있는 보편적 속성으로의 다가감'의 원인으로서 변증법을 명시하고 있다. 이후 1958년에 출판된 『마르크스주의 철학의 기초』에서는 다시 '부정의 부정의 법칙'이 추가되었다. 이 '부정의 부정의 법칙에서는 정(正), 반(反), 합(合)이라는 세 가지 요소가 등장한다. 여기서 '정'이란 변증법적 과정에서 '반'이 목표로 하는 투쟁 대상을 의미한다. 여기서 '정'이 '반'과 함께 따라나올 수 있는 이유는 '정'에 '모순성'이 존재하기 때문이다. 반정립을 통하여 '합'이 되었을 경우, 이 '합'은 이전의 '정'보다 더욱 최소화된 모순성을 지닌 의식이 된다.
그러나, 이 '합'도 또한 모순성을 갖고 있기에 '정'이 된다. 그러나, 이 반정립 과정에서 보존되는 속성이 존재한다. 헤겔은 이를 '지양'(Aufheben)이라고 했다. 예를 들면, 문화 층위에서의 혁명은 그것이 문화 혁명이라는 것을 표식할 수 있는 공통된 속성이 존재하며, 경제나 정치 측면에서도 마찬가지이다. 즉, 사회주의국가에서 문화는 전위 계급인 프롤레타리아에 의해 능동적으로 창조되는 것이며, 경제는 국유화와 노농동맹에 기초한 계획 경제의 모습을 갖고 있으며, 정치는 혁명적 당을 중심으로 뭉친 노동자·농민의 직접 통치 기구인 소비에트의 보편화로 대표된다. 모든 인류는 이 변증법적 과정을 통해서 인류는 낡은 관계를 청산하고 새로운 의식이 지배하는 사회에서 삶을 꾸리게 된다. 그러나 이 과정에서 인류는 그간 경험하지 못 한 새로운 형태의 모순성을 다시 체득하게 되고 다시 투쟁 상태가 된다. 이 과정에서 인류는 그러한 모순 관계에서 해답을 찾는 데 오랜 시간을 쏟을 수 있고 그 반대가 될 수도 있다. 이렇게 매단계에서 나타나는 모순 정도의 차별성에 따라 부정의 부정의 법칙에 따른 변증 과정의 진척도는 느릴 수도, 빠를 수도 있으며, 반동의 가능성도 갖고 있는데 따라서 이 발전 양상은 선형적인 동시에 나선의 형태를 보이고 있다고 할 수 있다.

### 보편성과 개별성
『변증법적 유물론』 제7장에서는 「보편과 개별」·「내용과 형식」·「본질과 현상」·「원인과 결과」·「필연과 우연」·「가능과 현실」·「진리와 오류」라는 일곱 가지 소주제를 논하고 있는데, 모든 소주제는 보편성(Общее, 普遍性)과 개별성(Особенное, 個別性)을 밝힌다는 목적하에 쓰여진 부분이라 본 문서에서는 보편성과 개별성에 대해서만 다룬다.
이 주제에 따르면, 개별적인 것과 보편적인 것은 변증 단계에 따라 유동적으로 변할 수 있으며, 서로 단절된 것이 아닌 상호의존적인 것이다. 예를 들면, 붉은색 수성물감이 들어간 붉은 빛을 보이는 물, 초록색 유성물감이 들어간 초록 빛을 보이는 기름이 있다고 가정할 때, 변증 단계에서 '색'(色)을 중시한다면 해당 액체의 색깔이 보편적인 것으로, 그리고 나머지 특성은 개별적인 것으로 인식할 수 있다. 다른 단계에서 해당 복합물의 액체 속성을 중시한다면, 그것은 물과 기름이라는 것이 보편적인 요소로, 그리고 색깔은 개별적인 요소로 남을 수 있다. 하지만, 이러한 모든 보편 및 개별 판단은 그 물절 토대에 기초한 판단이라는 하나의 공간 안에 머물러있다. 즉, 보편성과 개별성은 본질적 층위에서 매 변증 단계에 따라 내용이 변할 수 있으나, 근본적으로는 하나의 단일함을 이루고 있다는 의미로서의 보편성과 개별성이란 것이다.
이오시프 스탈린은 자본주의사회에서 사회주의사회로 나아가기 위한 투쟁에서 보편적인 것은 경제사적 층위에서 논해지는 생산력의 발전에 따라 달라질 수 있다고 하였다. 생산관계 사이의 모순으로 인한 첨예한 계급모순, 또는 다른 모순으로도 나타날 수 있다고 하였다. 또한 이러한 모순은 인류사에서 인류의 진보를 이끈 주된 변수라고 하였다. 그러나, 동시에 개별성도 또한 혁명의 보편성을 견지하는 입장에서 상당히 중요한 것으로 된다. 개별성은 본질적으로 보편성으로부터 나온 파편화 된 단면이라는 점에서 외면할 수 없는 현실인 것이다. 이러한 개별성은 혁명 과정에서 나타나는 민족 모순, 인종 모순 등 다양한 것들에 해당하는 경우가 많다. 스탈린은 이를 '단일성'(Единичное, 單一性)이라고 하였다. 동시에 매단계에서 개별성으로 취급되는 것도 변증 과정에서 보편성으로 전환될 수 있는 일반적 성질을 규정했다는 점에서 형이상학적 변증법과 구분할 수 있다. 형이상학적 변증법은 처음부터 고정된 보편성을 미리 정해놓기 때문이다. 그들은 보편성과 개별성을 완전히 독립된 것으로 취급하며, 개별성은 영원히 개별적인 것이고, 보편적인 것은 영원히 보편적인 것이다. 즉, 이러한 변증주의에서 실천은 중시되지 않으며, 오직 외부에 실체하는 진리라는 신비적 요소(객관적 관념론)와, 내적인 주관성으로부터 비롯된 진리라는 주정주의(主情主義)적 진리관(주관적 관념론)만을 강조한다.
보편성과 개별성을 정립한 것에 기반하여 나머지 여섯 가지 소주제에 대해선 다음과 같이 요약할 수 있다.
1. 내용(Содержание)과 형식(Форма): 혁명가들의 집단 토론을 통해 결정된 내용은 시간적으로 이전에 관찰된 것에 기반한 내용이다. 이러한 점에서 결정된 내용은 형식이다. 반면, 실질적 내용은 실천의 과정에서 계속 변화한다. 혁명가들은 관찰을 통해 실증된 사실에 기반하여 내용은 유동적으로 변화시켜야 하며, 형식주의에 얽매여서 안 된다.[42]
2. 본질(Сущность)과 현상(Явление): 기본적으로 '본질'은 다양한 '현상'을 취하고 있다. 그러나, 오직 사유의 논리성으로만 본질을 안다고 자부하면서, 현상을 외면한다면 그것은 형이상학적 논리와 다름 아닌 것이 될 것이다. 마르크스주의 변증법에서 본질은 현상을 객관적으로 파악하는 매 실천에 따라, 그리고 그 실천을 통해 행해지는 변증 과정으로 도출되는 것이다. 물론 '내용과 형식'과 마찬가지로 사실에 기반하여 유동적인 실천과 계획을 실행해야 하지만, 현상에 매몰되어 본질적인 부분을 놓쳐서도 안 된다. 어디까지나 투쟁은 본질과 현상, 이 두 가지의 개념을 연결시키는 데에 그 핵심이 있다.[43]
3. 원인(Причина)과 결과(Следствие): 결과는 변증 단계에 맞춰서 돌아가는 발전 정도와 수많은 변수의 조합이다. 만약 모든 결과에 대해 이데올로기적 원인자만 따지게 된다면 비현실적인 몽상가에 불과하게 될 것이다. 따라서 공산주의자는 현실적인 원인자와 이데올로기적 원인자, 이 두 가지를 비판적으로 검토할 자세를 가져야 한다.[44]
4. 필연(Необходимость)과 우연(Случайность): 우리가 흔히 '우연'이라고 부르는 것은 본질적으로 기계적 반응에 따른 개연의 결과라는 점에서 개연과 커다란 차별성이 없다. 동시에 공산주의 최종 승리로 나아가는 변증 투쟁의 진보성은 우연이 아닌 필연이며, 두 성찰은 모두 과학적 견지로부터 나오는 것이다. 혁명가들은 기계적 반응에 따른 개연성, 우연성을 후자와 구분할 수 있어야 하며, 상황에 따라 전자를 능동적으로 이용해야 한다.[45]
5. 가능(Возможность)과 현실(Действительность): 혁명가들은 마르크스주의 변증법에 따른 혁명의 가능성과 보편적 척도에 대한 인식과 현실에서 맞딱드리는 구체적인 문제를 구별할 수 있어야 한다. 혁명적 낙관과 냉혹한 현실주의라는 두 가지 입장이 서로 유리(遊離)하지 않게 해야 한다.[46]
6. 진리(Правда)와 오류(Ошибка): 진리는 주정(主情)적이거나, 고정된 무언가가 아니며, 실천 없이 예견할 수 있는 것이 아니다. 즉, 진리는 능동적인 실천을 통해 알아내는 것이며, 매 변증 단계에 따라 그 내용도 변한다. 그러나 인간의 인식 능력은 완전하지 않기에 실천의 과정에서 오류를 범할 수 있는데, 혁명가들은 이 오류를 범하는 것에 대해 능동적으로 대처해야 한다. 오류는 현실 공간에서 일어나는 투쟁에서 빈번히 나타날 수 있으나, 그것은 동시에 혁명적 반성(反省)을 불러오며, 이것도 역시 실천의 일부라고 할 수 있기 때문이다.[47]

사회주의 건설 과정에서 개별성과 보편성을 결합하여 혁명을 이끄는 것은 상당히 난해한 작업이며, 철저히 과학적인 방법으로 관철되어야 한다. 각국 혁명적 당 중앙위원회는 국가의 특성, 각 지역의 특색 등 기층단위의 구체적인 사안을 치밀하게 분석하고 그것을 변증법적 유물론에서 중핵으로 취급하는 보편성과 연결해야 한다. 이러한 점에서 혁명은 보편성과 개별성을 연결하는 것이라고도 할 수 있으며, 보편성과 개별성은 둘 다 중시된다고 할 수 있다. 인식론적 관점에서 이러한 관점은 개별성(감성적으로 주어진 것) 안에 보편성(이성적으로 주어진 것)이 있으며, 보편성 안에 개별성이 있다는 합리주의적 전제로 설명될 수 있다. 바로 혁명사업은 현실(reality)에서 추상(abstracting)으로, 추상에서 현실로 넘나드는 역동성의 연속인 것이다.

## 참고 문헌
- 이오시프 스탈린 저, 김성환 역, 『변증법적 유물론』(백두, 1988년)
- 카를 마르크스 저, 박재희 역, 『독일 이데올로기』(청년사, 1988년)
- 블라디미르 레닌 저, 홍영두 역, 『철학 노트』(1989년, 논장)
- 카를 마르크스 저, 『자본』(백의, 1990년)
- 조나단 터너 저, 김문조 역, 『사회학이론의 형성』(일신사, 1997년)
- 전경갑 저, 『현대사회학의 이론』(한길사, 1997년)

## 같이 보기
- 지양(아우프헤벤)